# Anna Hedström
Anna Hedström, född 21 april 1997 i Helgum i Sollefteå kommun, är en svensk skidskytt som tävlar för Sollefteå-baserade klubben I 21 IF. Den 24 januari 2020 debuterade Hedström i världscupen då hon fick köra ett distanslopp i Pokljuka. Den 27 januari 2025 tog Hedström en femte plats i IBU-cupen i ett sprintlopp, trots en straffrunda efter liggande skytte.
År 2022 drabbades hon av blodproppar i båda lungorna. Vid sidan av sporten har Hedström en examen i förvaltningsjuridik.